# Радзейовский, Януш
Януш Радзейовский (пол. Janusz Radziejowski; 3 июня 1925, Киев — 10 марта 2002, Варшава) — польский историк, исследователь новейшей украинской истории и польско-украинских взаимоотношений.

## Биография
Родился в 1925 году в Киеве УССР в семье польского политэмигранта. Его отец Генрик Политур участвовал в деятельности Польской социалистической партии, а затем присоединился к Коммунистической рабочей партией Польши. В 1919 году он эмигрировал из Польши на Украину, где работал среди польского меньшинства и стал одним из организаторов, а затем заместителем руководителя Института польской культуры ВУАН. Мать — Ядвига Радзейовская — врач по образованию, родилась в Сибири и была внучкой ссыльнопоселенцев из числа польских инсургентов.
В 1933 году Генрик Политур был репрессирован и отправлен в лагерь, расположенный на острове в Каспийском море. В 1934 году Ядвига вместе с детьми (Януш и Ванда), добровольно последовала за супругом, однако уже весной 1935 года им пришлось поселиться в Гурьеве КазССР. В 1937 году Политур был расстрелян. Ядвига Радзейовская, вынужденная воспитывать помимо собственных детей, ещё и детей арестованной родственницы, умерла от подхваченной в 1942 году лихорадки.
В 1943 году Януш Радзейовский пошёл работать на военный завод. В 1944 году записался добровольцем в формировавшуюся под руководством Зыгмунта Берлинга 1-ю армию Войска польского, в рядах которой он дошёл до Берлина. В 1948 году вернулся в СССР, где, в Первомайске, познакомился и подружился с известным опальным историком Михаилом Слабченко. Окончил Высшую школу экономики и статистики в Москве (1949—1954) по направлению «демография» и начал работать в секторе народонаселения Центрального статистического управления. Участвовал в подготовке и проведении переписи населения 1959 года.
После посмертной реабилитации репрессированного отца, в 1959 году с семьёй переехал в ПНР. Стал научным сотрудником Института партийной истории в Варшаве, где специализировался на исследовании и систематизации архивов и иных свидетельств о деятельности Коммунистической партии Западной Украины. В 1970 году окончил Варшавский университет, защитив диссертацию по истории КПЗУ. В 1976 году опубликовал книгу на эту же тему. Благодаря своим работам по вопросам революционного движения на Западной Украине, национальному вопросу в УССР в 1920-х годах, привлёк внимание левого крыла украинской диаспоры. В 1979—1980 гг. был приглашённым профессором Канадского института украинских исследований Альбертского университета. Находясь в Канаде, был частым гостем на квартире известного история Ивана Лысяка-Рудницкого, которая в то время была своего рода интеллектуальным салоном, а также сблизился с левой интеллигенцией, группировавшейся вокруг журнала «Дiялог».
С энтузиазмом воспринял разворачивавшееся в Польше движение «Солидарность» и, рассчитывая на ведущую роль левых в процессе демократизации страны, вступил в ПОРП по возвращению из Канады. Последнее стоило ему проблем при получении американской визы для посещения США по приглашению Института украинских исследований Гарварда. Был связан с Комитетом защиты рабочих и, во время военного положения в Польше, действовал как курьер для «Солидарности». Участвовал в этот же период в подпольном издании журнала «Критика», подготовке и издании трудов Александра Мотыля и Джона Армстронга об украинском национализме на польском языке. Подвергался аресту.
В 1983 году переработал и опубликовал свою книгу по истории КПЗУ на английском языке. В 1985 году начал сбор материалов для написания биографии видного украинского марксиста Романа Роздольского, с которым лично познакомился, когда последний посещал ПНР для работы над социально-политической историей Галиции. Однако ухудшающееся здоровье и прогрессирующая болезнь Альцгеймера не позволили ему завершить этот проект.

## Семья
В 1950 году женился на Лидии Шендеровой, с которой познакомился ещё в школе в Гурьеве. Их дочь Валерия была замужем за немецким историком Гансом-Хеннингом Ганом.

## Труды
- Komunistyczna Partia Zachodniej Ukrainy: 1919—1929: Węzłowe problemy ideologiczne. — Wydawn. Literackie, 1976. — 266 s.
- The Communist Party of Western Ukraine, 1919—1929. — Canadian Institute of Ukranian Study Press, 1983. — 224 p.

## Статьи на разных языках
- Janusz Radziejowski. Roman Rosdolsky: Man, Activist and Scholar // Science & Society. Volume 42, Number 2. Summer 1978, pp. 198—218
- К.В.Н. Рух опору в Польщі // Діялог. 1979. Ч. 2. Ст. 32—37
- Janusz Radziejowski. Collectivization in Ukraine in Light of Soviet Historiography // Journal of Ukrainian studies. Volume 5. Number 2. Fall 1980, pp. 3—17
- Janusz Radziejowski. The Last Years of Mykhailo Slabchenko // Journal of Ukrainian studies. Volume 8. Number 2. Winter 1983, pp. 81—84
- Janusz Radziejowski. Kolektywizacja na Ukrainie w świetle badań historyków radzieckich // „Krytyka” 1983, nr 16, s. 121—132
- Janusz Radziejowski. Prądy niepodległościowe w ukraińskim ruchu komunistycznym // „Krytyka” 1987, nr 23–24, s. 103—108
- Януш Радзєйовський. Роман Роздольський: людина, діяч, науковець // Україна Модерна — Ч. 14 (3): Марксизм на сході Європи — Київ, 2009.